# Polystichum yaeyamense
Polystichum yaeyamense är en träjonväxtart som först beskrevs av Mak., och fick sitt nu gällande namn av Mak. Polystichum yaeyamense ingår i släktet Polystichum och familjen Dryopteridaceae. Inga underarter finns listade.